# Hulsjön (Fänneslunda socken, Västergötland)
Hulsjön är en sjö i Ulricehamns kommun i Västergötland och ingår i Viskans huvudavrinningsområde.